# Свети Димитър (Гецово)
Свети Димитър е източноправославен храм в село Гецово, Община Разград, Русенска епархия.
Църквата е построена в 1867 година от местни майстори и с участието на цялото население на селото.
През 2017 година християните в село Гецово отбелязват по време на храмовия празник 150-годишнината от изграждането на църквата. Божествена Света литургия отслужват протойереите Дмитрий Терзи и Иван Попгеоргиев. Десетки миряни присъстват на службата и палят свещичка за здраве в деня на храмовия празник.